# Плодожил дубовый
Плодожил дубовый, или долгоносик желудёвый, или долгоносик дубовый (лат. Curculio glandium) — вид долгоносиков из подсемейства Curculioninae.

## Описание

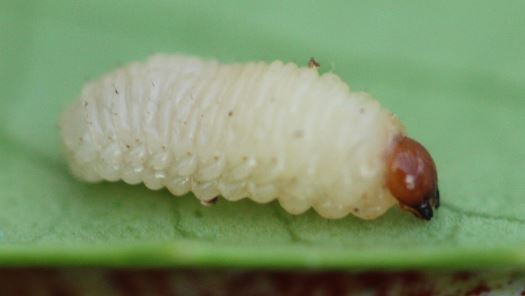
Личинка

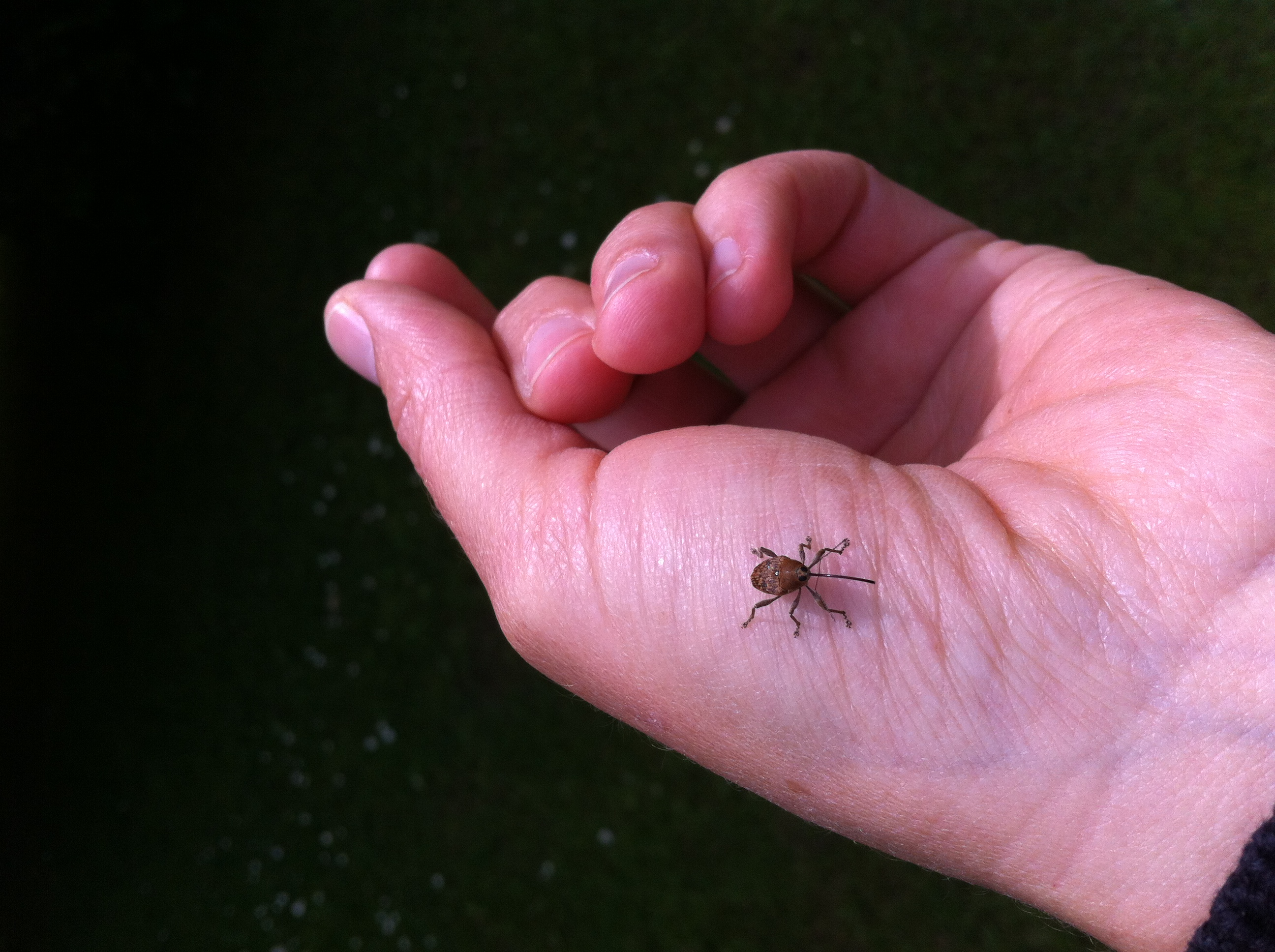
Плодожил дубовый на руке человека

Плодожил дубовый длиной от 4 до 9 мм. Тело покрыто продолговатой, жёлто-коричневой или красно-коричневой чешуёй. Полукруглая голова вытянута в заметную тонкую, немного загнутую головотрубку, которая у самки длиннее, чем длина её тела. Личинка жёлто-белая с бурой головой, безногая, длиной 9—10 мм. Куколка свободная, жёлто-белая, несколько изогнута, длиной 9—11 мм и шириной 4,5—5 мм. Имеет заметную длинную головотрубку.

## Распространение
Вид распространён во всей Европе, Северной Африке и в Турции. Жуки обитают в различных лесах и больших живых изгородях.

## Образ жизни
Осенью самка проделывает своей головотрубкой глубокое отверстие в близком к созреванию желуде: опираясь одной лишь задней парой ног о жёлудь, самка в качестве третьей опоры использует головотрубку, которой начинает сверление жёлудя и безостановочно трудится примерно от четвертой до третьей части суток, пока не высверлит отверстие в жёлуде, если только в процессе сверления задние ноги самки не соскользнут с жёлудя. Высверлив отверстие, самка вытягивает из него головотрубку и откладывает в него яйцо. Примерно через 2 недели появляются желтовато-белые с красно-коричневой головой, безногие личинки. Они развиваются в пределах плода, покидая его при длине от 9 до 10 мм. Зимуют в земле на глубине от 20 до 25 см, где происходит их окукливание. Имаго нового поколения появляется на следующий год в мае или июне.